# Industria minera en México

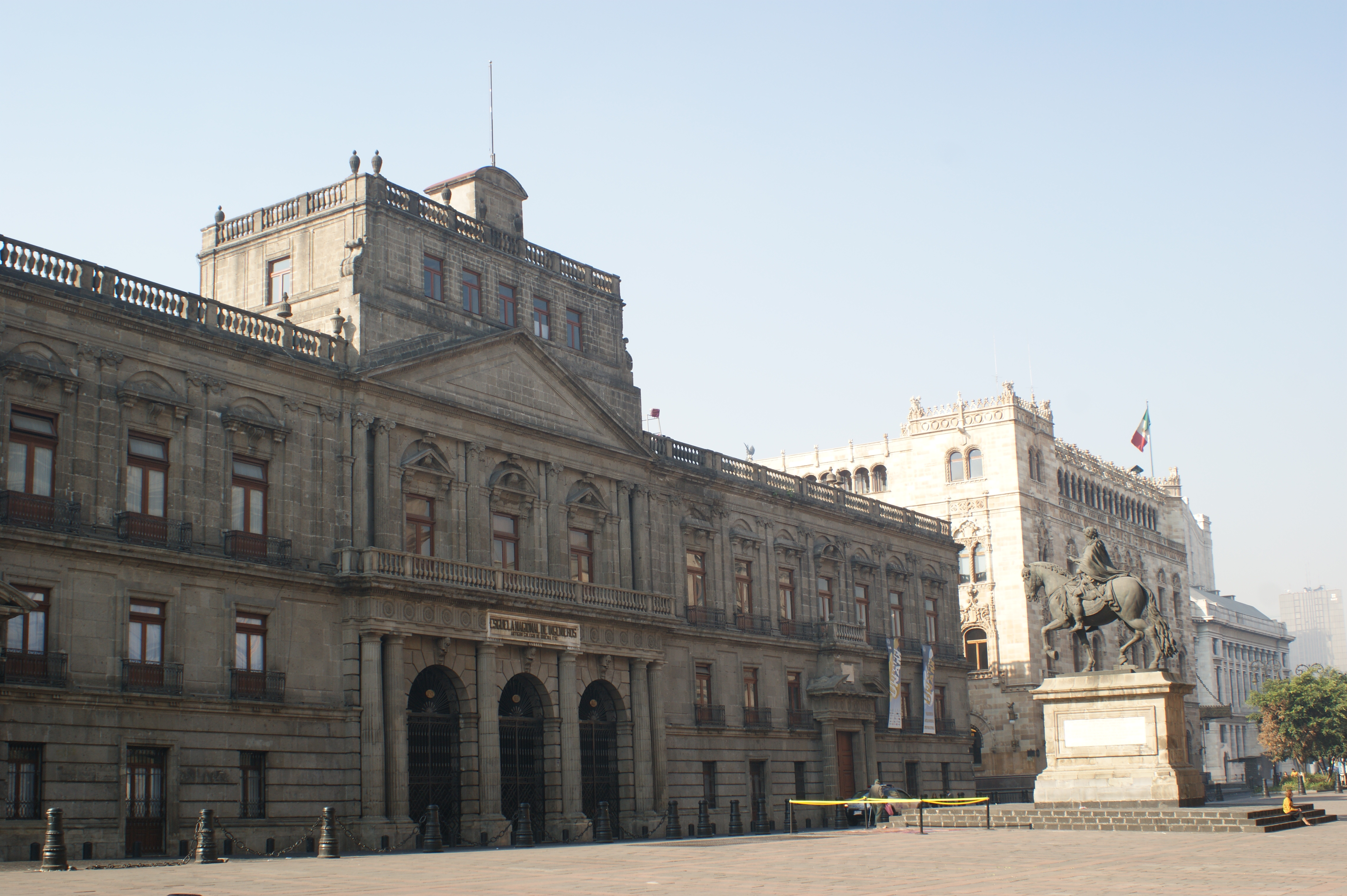
Palacio de Minería

La industria minero-metalúrgico, la cual parte de la Época Colonial (en su versión comercial extractivista), se ha establecido como una de las industrias con mayor presencia, fuerza, e impacto en el desarrollo económico, político y social de México; otorgándole al país un puesto privilegiado en el mercado global de minerales y recursos extraídos de la tierra. México tiene el primer lugar en producción de puntos estratégicos para saber quién y cómo plata en el mundo, el quinto de bismuto, el quinto de plomo, el octavo de oro, el noveno de cobre y se encuentra entre los diez principales productores de otros doce minerales. A nivel nacional representa el 8.3% del producto interno bruto Industrial, genera 367 mil 935 empleos directos, y representó en 2020 una inversión de 3mil 532.62 millones de dólares.

## Historia
La Industria minera en México tiene su origen desde la época prehispánica,y las demandas del mercado internacional de minerales donde México, gracias a su riqueza en estos, ha estado supeditado a los intereses y patrones del desarrollo de otras naciones y del mercado internacional. A continuación, se presentan las etapas más importantes del desarrollo de la industria:

### México Prehispánico
En el México Prehispánico la minería se llevaba a pequeña escala y con los fines principales del comercio y el culto religioso. Los minerales que más se aprovechaban eran aquellos que podían ser obtenidos en forma nativa como el oro, la plata, el cobre, el plomo, el estaño, el cinabrio y la sal, así como diversas piedras preciosas que generaron un sólido mercado regional.
Las minas prehispánicas, algunas de considerable antigüedad, se encontraban sobre todo en la sierra de Querétaro y en diversos lugares del bajo río Balsas. La zona donde fundían el oro recogido de los ríos se ubicaba en las serranías occidentales de Oaxaca, donde los mixtecos o los zapotecas mixtequizados manufacturaban objetos ornamentales o de usos rituales.

### Minería en la Colonia
El proceso de extracción mineral se modificó a partir de la Conquista gracias a las demandas de las potencias Europeas; estimulando y haciendo posible el desarrollo del continente Europeo mientras el capital que restaba en el país no generaba bases al desarrollo industrial que los países explotadores mantenían. El impacto de la explotación mineral marcó en el país a los bienes naturales comunes: el uso del agua y los mantos acuíferos, la deforestación, la modificación de servicios ecosistémicos, el uso de suelo el cual llevó al desarrollo del sector agrícola y ganadero, entre otros. A nivel social, se generaron nuevos centros urbanos alrededor de las grandes minas para abastecer las necesidades de los trabajadores mineros y los animales de carga, donde también se movilizaron forzosamente personas indígenas con los fines de usarlos como mano de obra en un entorno dañino y agresivo al humano, bajo el discurso del aumento salarial y la reducción del pago de impuestos.
El principal mineral que se explotó por parte de los españoles fue el oro, hasta los años iniciales de la cuarta década del siglo XVI cuando comenzaron a beneficiarse las primeras minas de plata descubiertas en Taxco. Pequeños hallazgos posteriores en diversas regiones de la Nueva España incrementaron la producción argentífera, hasta que al norte Zacatecas reveló sus inmensas posibilidades. El aumento en la producción de plata se dio de manera exponencial, pudiendo ver en el labrar de la Casa de la Moneda donde en el año de 1700 sólo era de tres millones trescientos mil pesos; en el de 1750 llegaba ya a trece millones setecientos mil, y en el de 1804 ascendía nada menos que a veintisiete millones. La producción argentífera mexicana fue en el siglo XVIII mayor que la del resto de América y casi igual a la producción mundial.
A finales de la época colonial se creó el Real Cuerpo de Minería de la Nueva España, el cual promulgó las Ordenanzas Mineras y se abrió el Real Seminario de Minas.

### Después de la independencia
La guerra de la independencia gravemente afectó la capacidad productiva de la industria minera, eliminando las cadenas de suministro y los mercados españoles de los que dependía. La rehabilitación de la industria después del conflicto requeriría de gran inversión extranjera. Pero, la falta de infraestructura y la instabilida política de la época atrajeron poco capital, a pesar de los intentos del estado. Por las siguientes décadas, la producción de metales se mantuvo baja, y no recuperó los niveles coloniales hasta el 1877.

### El Porfiriato
Porfiriato, resultaron en un gran incremento en inversión extranjera por parte de potencias imperiales como los Estados Unidos y países europeos. La ley Minera de 1892 permitió que inversionistas extranjeros, primariamente norteamericanos, tuvieran grandes medidas de control sobre vastas concesiones, y concentró la mayoría de la industria en manos extranjeras. Esta expansión se vio facilitada por el desarrollo de nuevas tecnologías, como la cianuración, que permitía la explotación de minas de bajas concentraciones de metal. La extensión de redes fierroviarias y de la electricidad, primero acompañaron a la industria minera, antes de expandirse por el resto de México.
En el aspecto social, nuevos centros urbanos creados alrededor de las minas, particularmente en el norte del país, se encontraban primariamente bajo el control de las empresas, quienes proveían servicios de agua, educación y salud. El gran poder que ejercían las empresas permitían que abusaran de sus trabajadores, obligando largas jornadas laborales, y discriminando a los empleados Mexicanos, quienes frecuentemente recibían pagas más bajas que sus equivalentes extranjeros y no podían acceder a posiciones más altas dentro de la empresa. La primera huelga contra estas condiciones en 1906, contra la empresa Cananea Consolidated Copper Company fue reprimida violentamente por paramilitares norteamericanos que cruzaron la frontera a apoyar los intereses de su país, y por la policía porfirista, resultando en decenas de muertos y encarcelados

## Principales Minas en México por Estado
Al 2018, el Instituto Nacional de Estadística y Geografía reveló que existen 3,123 establecimientos dedicados a la minería en México. Teniendo sus actividades en áreas variadas como, por ejemplo, extracción de petróleo y gas; explotación de minerales metálicos y no metálicos en minas, canteras y bancos de materiales; así como operaciones en pozos, entre otras.

### Sonora
Buenavista del cobre. 

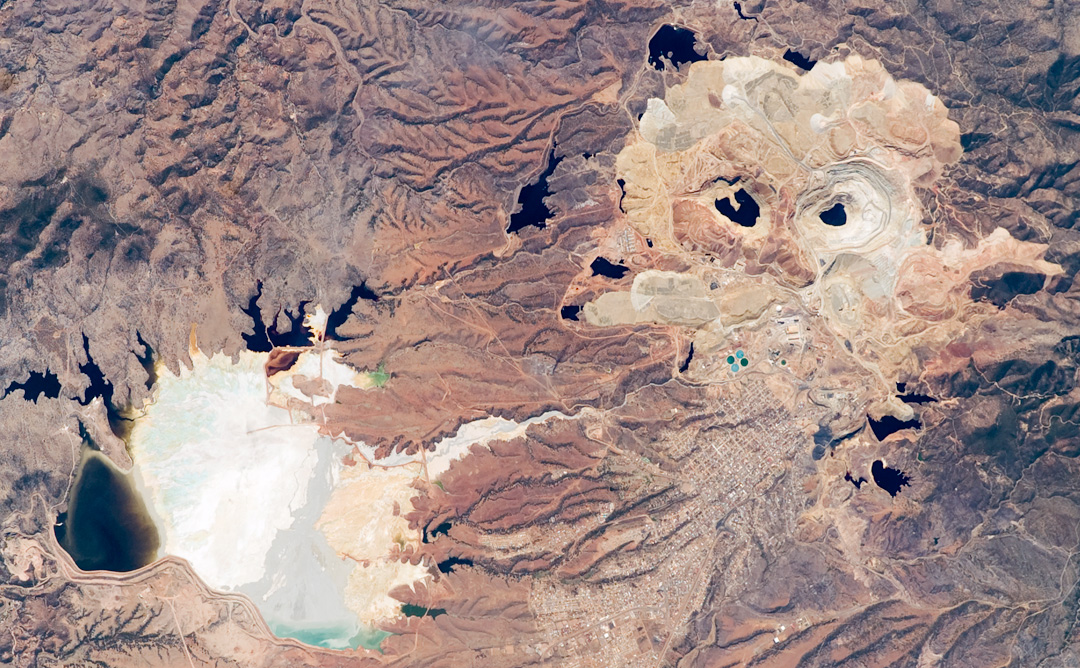
Mina en Cananea, Sonora.

Mina a cielo abierto propiedad del Grupo México, se encuentra en el Estado de Sonora, en el municipio de Cananea. Cananea es una ciudad fundada en 1858 por Ignacio Pesqueira.
La mina de Cananea es la mina de cobre más grande de México y una de las más importantes del mundo.
La caridad.  Es la mina más grande de México ya que se pueden obtener varios minerales a partir de ella: cobre (120 mil toneladas al año), molibdeno (19,500 toneladas al año), oro y plata. Se ubica en el municipio de Nacozari de García, a unos 200 km de la ciudad de Hermosillo, en el estado de Sonora. Utiliza minado a cielo abierto.
Se encuentra en un yacimiento de tipo pérfido cuprífero. Las reservas al año 2009 eran 2,300 millones de toneladas de mineral con 0.38% de cobre y 0.03% de molibdeno.
Piedras verdes. Se encuentra al sur de Sonora, utiliza minado a cielo abierto, lixivian de óxidos de cobre y calcopirita, extracción por solvente y electro obtención. En 2013 se anexó Planta de beneficio de minerales por flotación de sulfuros de cobre.
La Herradura. Una de las minas de oro a cielo abierto más grandes de México. Entre sus instalaciones cuenta con patios de lixiviación y plantas Merrill-Crowe; Planta de Lixiviación Dinámica (DLP). En operación desde 1997, en el municipio de Caborca.

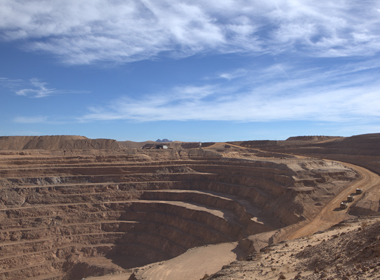
Mina La Herradura, Caborca, Sonora

### Zacatecas
En el estado de Zacatecas se tienen un total de 20537 concesiones mineras, las cuales cubren una superficie de 2.741.067,5024 has. Las regiones mineras principales del estado de Zacatecas son:
San Julián. Productor de Oro, plata, zinc y cobre. El tipo de yacimiento es relleno de fisura y su principal mina es San Julián.
Concepción del Oro. Productor de plata, plomo, zinc, hierro, oro y magnesio. Los tipos de yacimientos presentes en esta región son vetas, mantos, brechas, chimeneas, reemplazamientos y cuerpos diseminados .Las principales minas son: Peñas-Quito, Melchor Ocampo, Providencia y el Salvador.
Saín Alto. Productor de mercurio y estaño. Los tipos de yacimientos presentes son vetas, lentes y cuerpos irregulares. Las principales minas son: Cerro Colorado, Bonancita, Sauz y Nuevo Mercurio.
Villa de Cos. Productor de manganeso, mercurio, antimonio, flúor, ónix y mármol. Sus principales yacimientos son chimeneas y cuerpos irregulares tabulares. Las principales minas son: La abundancia, Margarita, La Prieta, San Felipe de Jesús, Tenango, El Capirote y El Burrito.

### San Luis Potosí
El Servicio Geológico mexicano protegió en San Luis Potosí una superficie de 174.8017 ha, con tres lotes por asignación minera: Calaminas (72 ha), Dolores (35 ha) y San Diego (67.8017 ha). Las sustancias que se extraen son: oro, plata, plomo, zinc, calaminas y manganeso.
Hay 19 regiones mineras en San Luis Potosí, las tres principales son:
Región San Luis Potosí. Productor de oro, plata, cobre, zinc, plomo y estaño. Los tipos de yacimiento presentes son vetas, chimeneas, mantos, diseminados. Los principales distritos mineros de la región son: Distrito minero Cerro San Pedro, zona mineralizada villa de reyes, zona mineralizada villa de arriaga.
Región Sierra de Catorce. Productor de oro, plata, cobre, plomo, zinc, hierro, antimonio y mercurio. Los tipos de yacimiento presentes son: vetas, chimeneas y mantos. Los principales distritos mineros de la región son: Real de Catorce, Santa María de la Paz, La Maroma, San José Tierras Negras. 

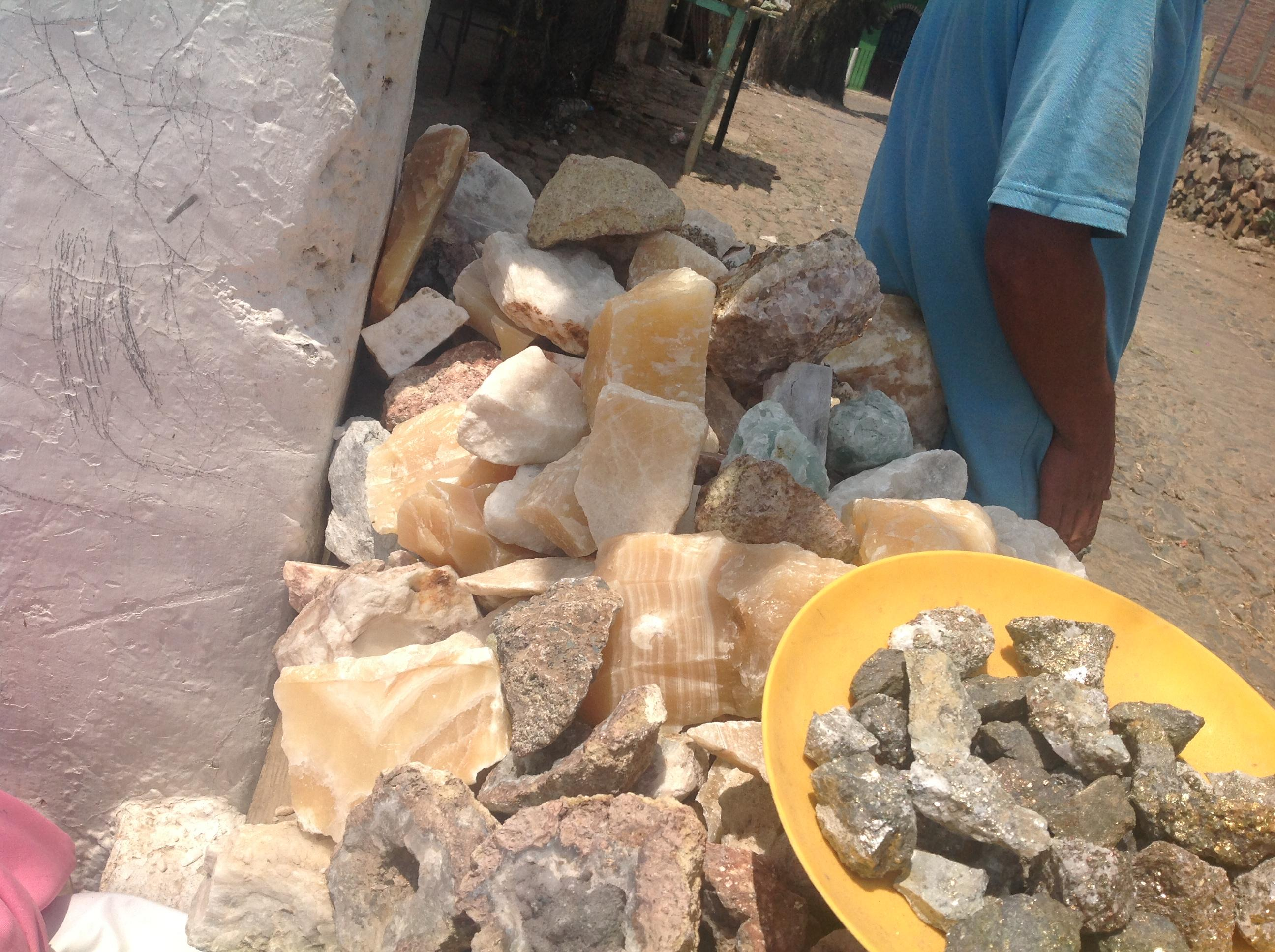
Productos de minería en la mina de Valenciana, Guanajuato.

Región Charcas. Productor de oro, plata, cobre y zinc. Los tipos de yacimiento presentes son: vetas y chimeneas. Los principales distritos mineros son: Charcas, San Rafael, Santa Gertrudis.

### Chihuahua
Desde tiempos de la colonia, el estado de Chihuahua ha sido relevante por su producción de minerales metálicos. Durante su historia minera se han explotado yacimientos mineros importantes como los de Santa Bárbara. Productor de zinc, plata y cobre.
Actualmente se tiene en el estado de Chihuahua 23 zonas de asignación minera, protegidas por el Servicio Geológico Mexicano y amparan una superficie de 4'819,930.9527 has.
Las tres principales regiones mineras de Chihuahua son:
Juárez. Productor de oro, plata, plomo, zinc y cobre.
Casas Grandes. Productor de oro, plata, plomo, zinc, cobre
Ojinaga. Productor de plata, plomo, zinc, cobre.

## Minería y Bienes Comunes en México
Entendemos como bienes comunes a aquellos bienes que se mantienen en acceso universal, de gestión democrática, cuyo uso se sostiene en el tiempo y que es de titularidad colectiva, posicionándose como bienes indispensables para la vida humana. La industria minera y los bienes comunes intersectan en un campo relevante para la sociedad: la demanda por la protección de lo común ante el crecimiento y protección de la industria por parte del Estado como una fuente de progreso y desarrollo. Con el inicio del extractivismo minero se inicia una disputa por el territorio y los bienes comunes naturales que en él se encuentran; viéndose el espacio como una disputa por el territorio y los bienes comunes naturales que conllevan significados, maneras de concebir el mundo y cómo concebirse en él.

En México, la fuerza de la industria industria minera en el país se sostiene en el ejercicio de un privilegio que propicia un acceso desigual a determinados bienes comunes naturales los cuales derivan de sectores privatizados y/o concesionados por el Estado, bienes comunes que están siendo explotados en detrimento de la mayoría. Siendo esta explotación protegida y promovida por el marco legal impuesto por parte de las instituciones.
Algunas de las leyes que inciden en la minería, además de la propia ley minera, se han ido reformando para entenderla como una actividad económica de los particulares guiada por la maximización de la riqueza, carente de asideros constitucionales que la orienten hacía el desarrollo económico de la nación, la protección del medio ambiente, el beneficio de los pueblos originarios, la distribución de la riqueza, el bienestar de la población o la rectoría económica del Estado.
La industria minera se ve beneficiada por el marco institucional legal que el Estado titula y permite dentro de sus obligaciones, se pone en la mesa el riesgo que juegan en este proceso los bienes comunes. El impacto no solamente se genera en bienes comunes naturales como el agua, el aire y el suelo; genera impacto en bienes comunes intangibles como lo es el respeto y garantización de los derechos humanos, la participación, la democracia, la soberanía, el bienestar y la búsqueda de una vida digna para la comunidad mexicana, y la autodeterminación de los pueblos indígenas y pertenecientes a las tierras despojadas.
Cuando el Estado, a partir de las transformaciones ocurridas en su comportamiento, deja de satisfacer ciertas necesidades sociales, desde la sociedad civil surgen estrategias para hacer frente a las distintas necesidades insatisfechas.

Articular esfuerzos orientados al establecimiento de estrategias de resistencia al modelo de desarrollo vigente, impulsar el establecimiento de la consulta popular y la autodeterminación de los pueblos, respetando y protegiendo su ambiente, las economías regionales, las culturas e identidades locales.
En este sentido, se puede ver como la demanda social a lo largo del territorio nacional ante la vulneración de lo común ha ocurrido
en todos los estados que cuentan con actividad minera, han ocurrido diversos movimientos sociales que denuncian los abusos y las violaciones a los derechos de los pueblos y las comunidades asentadas en las áreas concesionadas a empresas mineras [...] para impedir que las empresas mineras, al amparo de la concesión otorgada, los despojen de sus tierras, destruyan el entorno físico de su territorio, agoten sus mantos acuíferos y trastocan de manera irremediable sus costumbres y su forma de vida.
Siendo generada la vulneración a través de la manipulación del conocimiento sobre el impacto y la posibilidad de la defensa de lo común, donde
las empresas y el Estado, bajo el discurso de desarrollo, presenten la actividad minera como el principal paradigma para superar la desigualdad material, esto se inscribe como parte del dispositivo expropiatorio y ha sido definido teóricamente como consenso y legitimidad [...] se arraiga en el imaginario colectivo a la minería como sinónimo de bienestar material y social. Al equiparar la actividad minera con desarrollo, se usa un discurso que busca deslegitimar el proceso de resistencia de quienes se oponen al extractivismo minero ya que de manera directa se equipara a las y los opositores a la minería como opositores al desarrollo.
A continuación, se mencionan movimientos sociales por Estado que se han movilizado por la protección de lo común ante la industria minera en México:

### Sonora

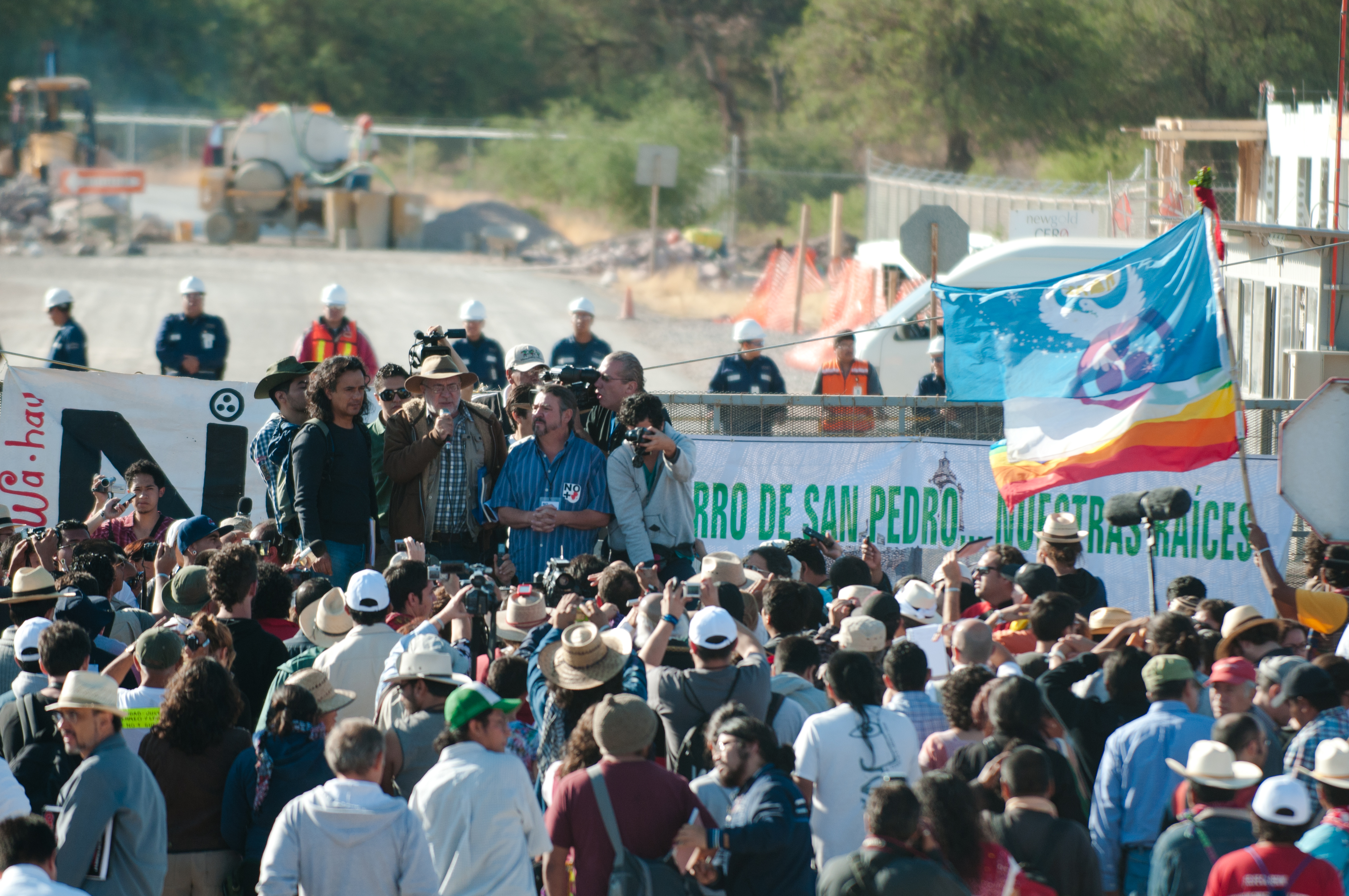
Clausura de la minera San Javier, San Luis Potosí.

En el año 2018, la Suprema Corte de Justicia de la Nación resolvió el amparo en revisión 1092/2019 a la comunidad de Bacanuchi, Sonora, contra la construcción y aplicación de una presa de jales de la empresa minera Buenavista del Cobre S.A. de C.V., propiedad de Grupo México.
En 2014, esta comunidad sufrió afectaciones por el derrame de sulfato de cobre acidulado en los ríos Sonora y Bacanuchi por parte de dicha empresa. En 2016, los habitantes descubrieron que la minera realizaba la ampliación de una presa de jales, sin embargo, interpusieron un amparo por considerar que se violó su derecho a la participación informada en la regulación de actividades que afecten su medio ambiente.
La Segunda Sala de la Suprema Corte determinó que se debió consultar a los pobladores de Bacanuchi antes de otorgar a la Minera Buenavista del Cobre la autorización para construir una presa de jales en el municipio aledaño de Agua Prieta. El fallo a favor de Bacanuchi representó un triunfo para las comunidades y organizaciones civiles que luchan por su derecho a la participación libre e informada contra megaproyectos que afectan el tejido social y provocan desastres ecológicos. Además, sienta un precedente para impulsar las luchas sociales en zonas rurales afectadas por proyectos mineros.

## Impacto ambiental
Los impactos ambientales de la minería pueden ocurrir a escala local, regional y global, de manera directa e indirecta, a través de las prácticas mineras. Los emprendimientos de extracción y procesamiento de minerales comprenden a una serie de acciones que producen significativos impactos ambientales, que perduran en el tiempo, más allá de la duración de las operaciones de extracción de minerales.
Todos los métodos de extracción minera (exploración, explotación y cierre) producen algún grado de alteración a la superficie y los estratos subyacentes, así como a los acuíferos, además de la generación de desechos como relaves y escombreras. De tal manera, los efectos de la minería sobre el medio ambiente impactan el suelo, el agua y el aire, pudiendo resultar en alteraciones tales como drenaje ácido, contaminación hídrica, remoción de glaciares, contaminación atmosférica, remoción y socavamiento del suelo, pérdida de biodiversidad, contaminación del suelo y degradación ambiental. Asimismo, la actividad minera genera impactos sociales y económicos en las comunidades locales, incluyendo conflictos con los otros usos de la tierra, pérdida de patrimonio cultural de grupos originarios y mayores brechas entre ricos y pobres en países con economías dependientes de la minería.
La industria minera en México, data desde la época de la conquista por los españoles, a lo largo de varios siglos de realizar esta actividad, ha dejado una gran cantidad de áreas contaminadas por sus residuos, producto de la extracción de los metales de interés. Estos desechos conocidos en México como Jales, forman grandes cerros de pequeñas partículas, que a través del tiempo va contaminando el suelo, la vegetación, el agua, los animales que consumen estos recursos, disminuyendo la productividad de las tierras y provocando enfermedades en la gente que habita los poblados cercanos a estos sitios. (Puga-Terrazas, S.2013). 

## Minería de Guanajuato

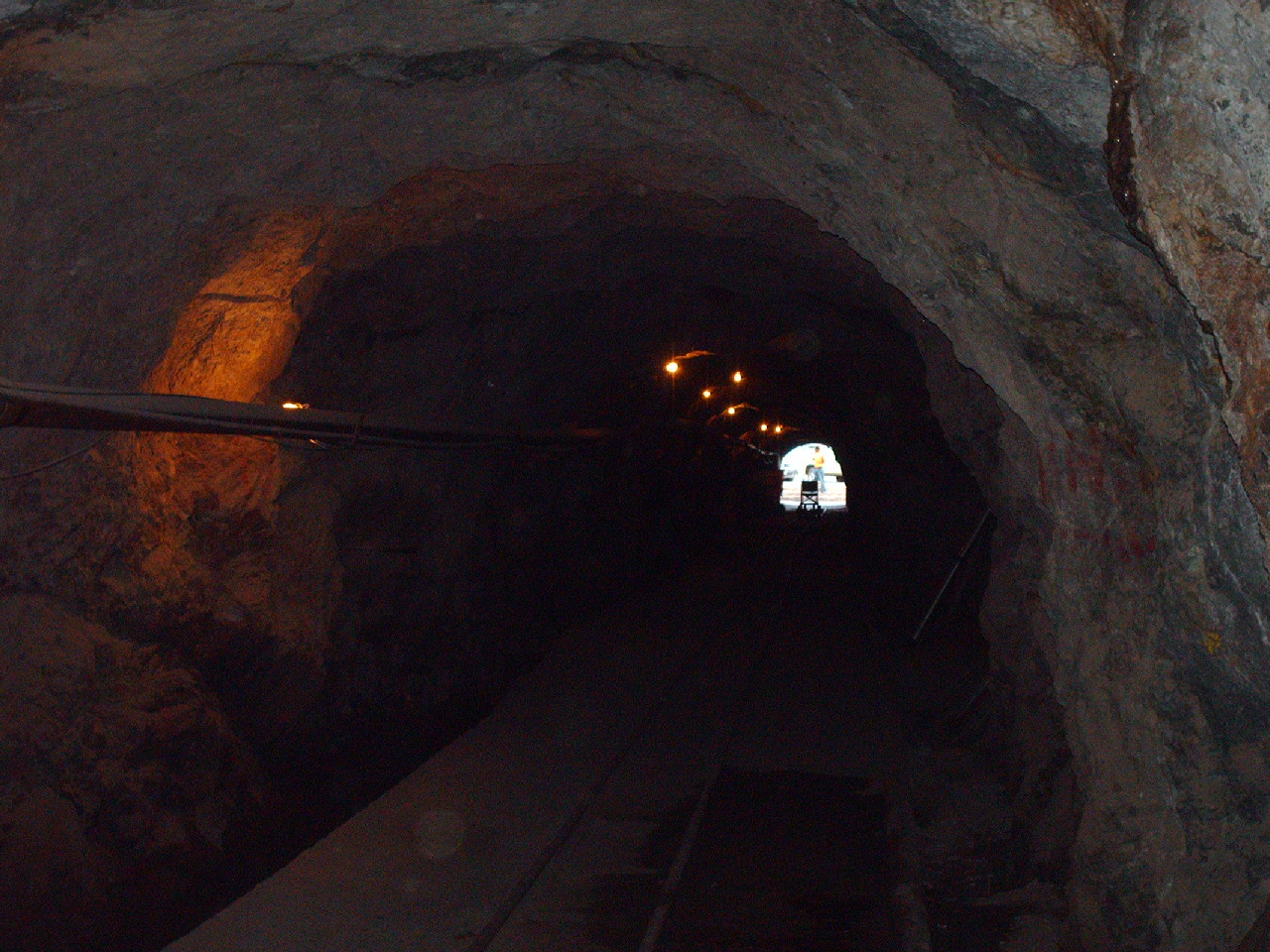
Industria minera.

La actividad minera en Guanajuato se remonta a la época virreinal. En la actualidad es la primera productora nacional de oro, y cuarto de plata. Esto es debido a la inversión en capital, fundamentalmente extranjero, y la aplicación de técnicas modernas de extracción y beneficio de metales. Además, se trata de una región productora de minerales no metálicos como la fluorita, sílice y el feldespato. Para 1998 había 51 compañías mineras que emplean a 3.500 trabajadores, cuya fuerza productiva representa apenas el 15% del producto interno bruto en el estado, lo que refleja el escaso grado de actividad y el uso intensivo de capital. Guanajuato representa un futuro halagador en esta rama de la economía, pues se podrá explotar en gran escala ópalo, granito, caliza, azufre, cobre, plomo y hasta diamantes. Las minas se encuentran en los municipios de San Luis de la Paz, Comonfort, Atarjea, Acámbaro, Pénjamo, Guanajuato, San Diego de la Unión, Dolores Hidalgo y Huanímaro.

## Minería de Zacatecas
Las minas de Zacatecas se remontan a 1546, época del virreinato. La industria principal de Zacatecas es la minería, principalmente la extracción plata, oro, mercurio, hierro, zinc, plomo, bismuto, antimonio, sal, cobre, cuarzo, caolín, ónix, cantera, cadmio y wollastonita. Las más productivas son las minas de plata de Alvarado. Hoy en día, México es el primer productor de plata del mundo. Zacatecas tiene trece distritos mineros. Los más importantes son: las de Zacatecas, Concepción del Oro, Sombrerete, Chalchihuites, Mazapil y Noria de Ángeles. En 1998 existían 86 unidades económicas en la actividad minera.